# Ekonomibyggnad

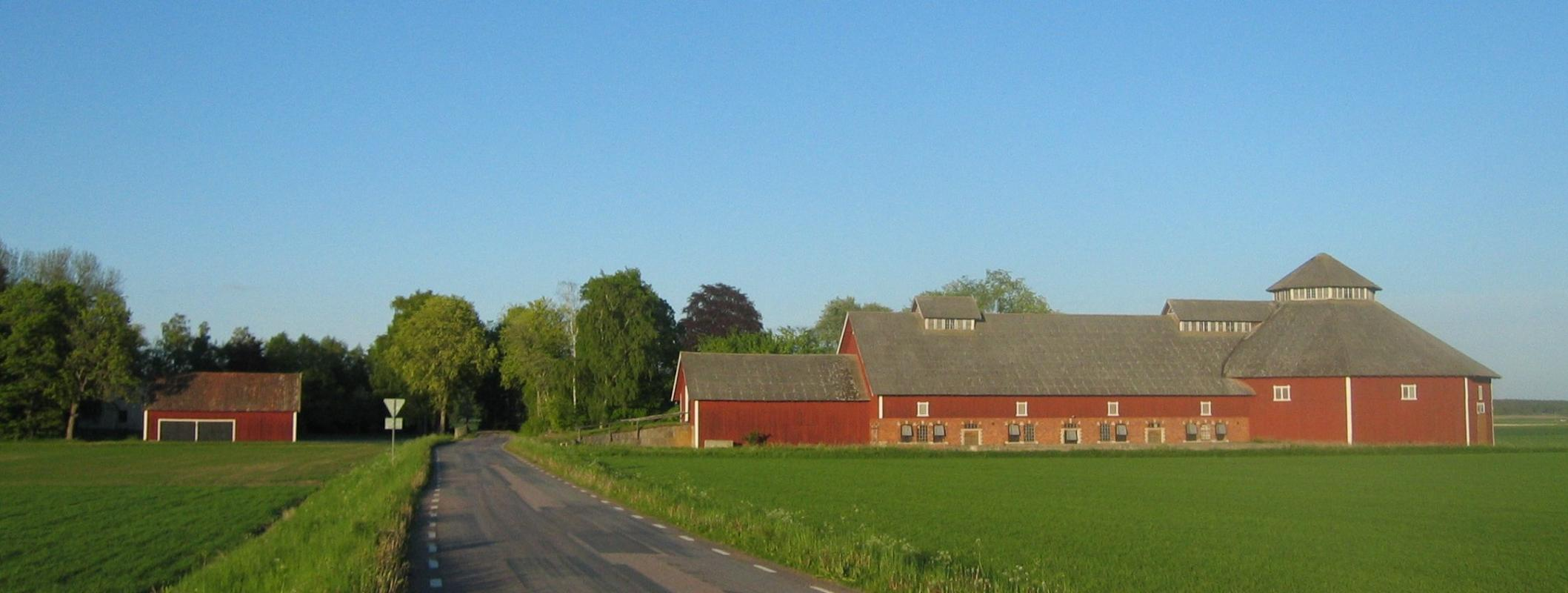
Ladugård i tegel med höskulle, bro (rampen till vänster) och rundloge (till höger, åttakantig).

En ekonomibyggnad är någon av de byggnader på en jordbruksfastighet (eller trädgårds- eller skogsbruk) som används i produktionen. Till ekonomibyggnaderna hör bland annat magasinsbyggnader, ladugårdar och garage för jordbruksmaskiner. Bostäder (även kallade mangårdsbyggnader), hobbyverkstäder och liknande byggnader räknas inte till ekonomibyggnaderna.
Ekonomibyggnaderna och uthusen var nödvändiga för djurhållning, förvaring och arbetssysslor i det förindustriella samhället. På äldre tiders gårdar fanns det en byggnad eller en byggnadsdel för varje ändamål. Typerna av ekonomibyggnader och dess placering har varierat och utvecklats beroende på naturgeografiska förhållanden, traditioner och näringar. Byggnaderna har även delvis förändrats med tiden och influenser, vilket inverkat exempelvis på konstruktionslösningarna och byggnadsmaterialen.
De flesta av de ekonomibyggnaderna som finns kvar än idag är uppförda under perioden 1870-tal till 1940-tal. Ekonomibyggnader från 1700-talet eller äldre är mycket sällsynta och har oftast tillhört gårdens välbyggda och särskilt representativa byggnader, till exempel magasin eller stallar. 
Många traditionella ekonomibyggnader har i dag förlorat sin tidigare funktion, genom dagens jordbruksdrift, den tekniska utvecklingen, självhushållets försvinnande och rationaliseringar. Smedjor, magasin, lador, småfähus, brygghus, kvarnar med mera har övergivits och brukar därför kallas för överloppsbyggnader. Särskilt problematiskt är bevarandet av de storskaliga jordbruksbyggnaderna som lador och ladugårdar.